# Valjaonica bakra Sevojno
Valjaonica bakra Sevojno — сербская компания по обработке медной руды. Штаб-квартира расположена в городе Севойно.

## История
Предприятие по обработке меди «Valjaonica bakra Sevojno» производство начало в 1952 году. Производственная мощность предприятия составляла 25 000 тонн меди в год. В 2004 году предприятие было национализировано. Сейчас годовая производственная мощность предприятия — 60 000 тонн меди.
С 21 июля 2005 года компания имеет листинг на белградской фондовой бирже в показателе BELEXline.
На 23 декабря 2016 года стоимость одной акции составляет 620 сербских динаров, что является также наивысшей ценой акции за всю историю торгов акциями компании на бирже. Исторический максимум был достигнут 14 ноября 2016 года. Минимальная цена за 1 акцию — 300 динаров — была предложена 12 февраля 2016 года.

## Продукция
Предприятие выпускает плиты, листы, полосы из меди и медных сплавов, а также трубы и стержни.
У организации есть 5 дочерних компаний: Valjaonica Metalurgija doo (прокатная металлургия), Valjaonica Bezbednost doo (системы безопасности), Femod (электромеханическое оборудование и комплектующие), Ambalaža (деревянная и картонная тара) и Food services to Valjaonica bakra Sevojno AD (Пищевая продукция).